# Ban Phaeng (huyện)
Ban Phaeng (tiếng Thái: บ้านแพง) là một huyện (amphoe) ở tỉnh Nakhon Phanom ở vùng đông bắc của Thái Lan.

## Địa lý
Các huyện giáp ranh (từ phía nam theo chiều kim đồng hồ) là: Tha Uthen, Si Songkhram và Na Thom của tỉnh Nakhon Phanom, và Bueng Khong Long của tỉnh Nong Khai. Về phía đông bên kia sông Mekong là tỉnh Khammouan của Lào.

## Lịch sử
Ban đầu khu vực này thuộc mueang Chaiburi, nay thuộc huyện Tha Uthen.
Tiểu huyện (king amphoe) đã được lập năm 1948 thông qua việc tách khu vực này từ huyện Tha Uthen. Năm 1952, tiểu huyện đã được nâng thành huyện.

## Hành chính
Huyện được chia ra thành 6 phó huyện (tambon), các đơn vị này lại được chia thành 75 làng (muban). Ban Phaeng là thị trấn (thesaban tambon) nằm trên một phần của tambon Ban Phaeng. Có 5 tambon Tổ chức hành chính tambon.
| STT. | Tên        | Tên Thái | Số làng | Dân số |  |
| ---- | ---------- | -------- | ------- | ------ |  |
| 1.   | Ban Phaeng | บ้านแพง   | 14      | 8.965  |  |
| 2.   | Phai Lom   | ไผ่ล้อม    | 13      | 3.228  |  |
| 3.   | Phon Thong | โพนทอง   | 14      | 5.237  |  |
| 4.   | Nong Waeng | หนองแวง  | 17      | 9.181  |  |
| 8.   | Na Ngua    | นางัว     | 11      | 5.006  |  |
| 9.   | Na Khe     | นาเข     | 6       | 2.187  |  |

Các con số gián đoạn là các tambon nay tạo thành huyện Na Thom.